# Ивановская (Тарногский район)
Ивановская — деревня в Тарногском районе Вологодской области.
Входит в состав Илезского сельского поселения, с точки зрения административно-территориального деления — в Илезский сельсовет.
Расстояние по автодороге до районного центра Тарногского Городка — 36 км, до центра муниципального образования Илезского Погоста — 1 км. Ближайшие населённые пункты — Окуловская, Илезский Погост, Елифановская, Мичуровская, Якинская, Карчевская.
По переписи 2002 года население — 16 человек.